# كمين عين نطفيم
كمين عين نطفيم يُشير إلى الهجوم الذي وقع في 26 نوفمبر 1990، عندما عبر أحد أفراد الشرطة المصرية أو قوات حرس الحدود يدعي أيمن حسن إلى داخل الحدود الإسرائيلية وهاجم عدة سيارات على طول الطريق 12 السريع. وقع الهجوم بالقرب من عين نطفيم، ينبوع على بعد عدة أميال شمال غرب إيلات. كان محصلة الهجوم مقتل خمسة إسرائيليين.

## الهجوم
حسب رواية أيمن حسن، فقد نفذ هجومه رداً على إساءة جنود إسرائيليين للعلم المصري، وقيام الإسرائيليين بمذبحة المسجد الأقصى الأولى، وتمكن في الهجوم من قتل 21 ضابطاً وجندياً إسرائيلياً وجرح 20 آخرين بعد مهاجمة سيارة جيب وحافلتين إسرائيليين وعندما أصيب في رأسه عاد إلى الحدود المصرية ليسلم نفسه.

### حصيلة القتلى
خلافاً لما ادعاه أيمن حسن وبعض وسائل الإعلام، ثبت مقتل أربعة إسرائيليين:
- الرائد مايكل تساباري
- الرقيب آفي سيرلين
- الرائد حاييم أشكنازي
- السائق إليعازر وهبة

ولم يكن من بينهم من يحمل رتبة عميد حيث كان أيمن قد زعم أيضاً أنه قتل عميداً في المخابرات الإسرائيلية، كذلك أصيب 27 إسرائيلياً منهم يهودا ليون بن أبو، موظف في الجيش الإسرائيلي، والذي مات متأثراً بجراحه في 13 ديسمبر 1990.

### محاكمة المهاجم
بدأت محاكمة أيمن حسن منتصف ديسمبر 1990 وتم النطق بالحكم في 6 أبريل 1991 بالسجن النافذ لمدة 12 عامًا بتهمة القتل العمد مع سبق الإصرار.